# Alex Jiménez Hernández
Alex Jiménez Hernández (Águilas, 21 de setembre de 2003) és un futbolista espanyol que juga com a davanter Club Gimnàstic de Tarragona de la Primera Federació.

## Carrera de club
Professionalment, la seva carrera va començar als filials del Vila-real CF el 2015, on fou assignat inicialment al CE Roda. El setembre de 2020, amb 16 anys, va jugar amb l'equip C en un amistós contra l'Hèrcules CF. i va arribar de la categoria A del juvenil al Vila-real C la temporada 2022-2023.
L'11 de gener de 2022, Jiménez va renovar el seu contracte amb el "Submarí Groc" fins al 2025. El 28 d'agost de 2023, va ser cedit al Sestao River Club de  Primera Federació per a la temporada 2023–24.
El desembre de 2023, després d'haver jugat poc, la cessió de Jiménez al Sestao es va interrompre i va tornar al Vila-real C. El següent 30 d'agost, després de ser considerat excedentari, va signar un contracte de dos anys amb el Gimnàstic de Tarragona de tercera divisió.

## Internacional
Jiménez va representar la celecció espanyola sub-16, la sub-17, la sub-18 i la sub-19.